# تشاليان
تشاليان هي قرية في مقاطعة خوي، إيران. عدد سكان هذه القرية هو 652 في سنة 2006.